# Chris Evans (diễn viên)
Christopher Robert "Chris" Evans (sinh ngày 13 tháng 6 năm 1981) là một nam diễn viên, nhà sản xuất và đạo diễn người Mỹ. Được biết đến với vai diễn Steve Rogers / Đội trưởng Mỹ trong Vũ trụ Điện ảnh Marvel (MCU), Evans bắt đầu sự nghiệp của mình với các vai diễn trong phim truyền hình, chẳng hạn như trong Opposite Sex vào năm 2000. Sau khi xuất hiện trong một số bộ phim dành cho tuổi teen bao gồm Not Another Teen Movie năm 2001, anh đã được chú ý cho vai diễn nhân vật Johnny Storm / Human Torch của Marvel Comics trong Fantastic Four năm 2005 và phần tiếp theo của nó là Fantastic Four: Rise of the Silver Surfer (2007). Evans tiếp tục xuất hiện trong các bộ phim chuyển thể từ truyện tranh và tiểu thuyết đồ họa: TMNT (2007), Scott Pilgrim vs. the World (2010) và Snowpiercer (2013).
Anh ấy đóng vai Steve Rogers / Đội trưởng Mỹ trong các bộ phim MCU, bao gồm Captain America: The First Avenger (2011), Captain America: The Winter Soldier (2014) và Captain America: Civil War (2016), và các bộ phim tổng hợp The Avengers (2012), Avengers: Age of Ultron (2015), Avengers: Infinity War (2018) và Avengers: Endgame (2019). Ngoài ra, anh còn xuất hiện với tư cách khách mời trong các bộ phim MCU như Ant-Man (2015), Spider-Man: Homecoming (2017), Captain Marvel (2019). Vai diễn Steve Rogers của anh trong loạt phim Marvel đã đưa anh ấy trở thành một trong những diễn viên được trả lương cao nhất thế giới.
Ngoài các vai diễn trong truyện tranh, Evans còn tham gia bộ phim Gifted (2017), bộ phim thần bí Knives Out (2019) và phim truyền hình nhỏ Defending Jacob (2020). Anh ấy đã ra mắt đạo diễn vào năm 2014 với bộ phim truyền hình lãng mạn Before We Go do anh ấy sản xuất và đóng vai chính. Evans đã xuất hiện lần đầu trên sân khấu Broadway trong sự hồi sinh năm 2018 của vở kịch Lobby Hero của Kenneth Lonergan, bộ phim đã mang về cho anh ấy một đề cử Giải thưởng Drama League.

## Tiểu sử
Evans chào đời ngày 13 tháng 6 năm 1981, ở Boston, Massachusetts, và trưởng thành ở thị trấn gần đó có tên Sudbury. Mẹ của anh, bà Lisa (họ thời con gái là Capuano), là giám đốc sáng tạo ở rạp hát Concord Youth Theater, và cha của anh, ông Bob, là nha sĩ. Nam diễn viên người Mỹ mang dòng máu của tổ tiên có nguồn gốc từ Ý và Ireland. Cha mẹ anh ly hôn vào năm 1999.
Anh cao 1,83 m (6 ft 0 in) và nặng 88 kg (194 lb). Khi học trung học, Evans đã nuôi mơ ước được theo đuổi nghiệp diễn xuất nên đã đến New York gõ cửa các văn phòng tuyển chọn diễn viên và tham gia một khoá học diễn xuất. Sau khi tốt nghiệp trung học, Evans ký được hợp đồng với một công ty đại diện và bắt đầu cuộc phiêu lưu của mình tại Hollywood.

## Sự nghiệp

### 1997–2004: Sự nghiệp ban đầu
Lần xuất hiện đầu tiên của Evans là trong một bộ phim giáo dục ngắn có tiêu đề Đa dạng sinh học: Hoang dã về cuộc sống! vào năm 1997. Năm 1999, Evans là người mẫu cho "Tyler" trong trò chơi board game Mystery Date của Hasbro. Phiên bản đặc biệt của trò chơi bao gồm một điện thoại điện tử mà Evans được hiển thị trên hộp trò chơi.
Vào tháng 9 năm 2000, anh chuyển đến Los Angeles và sống trong căn hộ Oakwood ở Toluca Lake , một khu phức hợp nơi anh gặp gỡ các diễn viên trẻ.  Khi nhớ lại trải nghiệm của mình trong thời gian này, anh ấy nói, "Bạn tạo được rất nhiều mối quan hệ kỳ lạ với rất nhiều người khát, nhưng bạn cũng là một trong những người khát. Đó là khoảng thời gian tuyệt vời. Nó thực sự là như vậy. Nó giống như ủy ban chào đón LA ".  Cùng năm, Evans xuất hiện lần đầu trên màn ảnh trong một bộ phim truyền hình, The Newcomers;  một bộ phim gia đình, trong đó anh đóng vai một chàng trai tên là Judd phải lòng một cô gái ( Kate Bosworth ). Evans cũng có một vai chính trong bộ phim truyền hình Đối diện tình dụckéo dài trong tám tập. Cuối cùng, Evans đã tham gia diễn xuất trong một tập phim The Fugitive có tên là '' Tội lỗi ''.
Năm 2001, anh đóng vai chính trong Not Another Teen Movie, một bộ phim nhại lại những bộ phim dành cho tuổi teen, trong đó anh đóng vai một cầu thủ bóng đá của trường trung học. Bộ phim chủ yếu nhận được các đánh giá tiêu cực, nhưng thu về 38 triệu đô la trong nước và 28 triệu đô la ở nước ngoài với 66 triệu đô la toàn cầu.
Năm 2004, anh đóng vai chính trong The Perfect Score, một bộ phim hài về vụ trộm tuổi teen kể về một nhóm học sinh đột nhập văn phòng để lấy cắp câu trả lời cho kỳ thi SAT. Bộ phim được giới phê bình đánh giá cao; Matthew Leyland của BBC cho rằng màn trình diễn của Evans là "nhạt nhẽo", và dàn diễn viên có "ít phản ứng hóa học". Cũng trong năm đó, anh đóng vai chính trong bộ phim kinh dị hành động Cellular , với Jason Statham , Kim Basinger và William H. Macy. Evans vào vai sinh viên đại học Ryan, người phải cứu một người phụ nữ bị bắt cóc (Basinger), sau khi ngẫu nhiên nhận được một cuộc điện thoại từ cô ấy. Mặc dù tính năng này nhận được nhiều phản hồi trái chiều, bài đánh giá của Tạp chí Slant cho rằng "Evans chứng tỏ mình là một người đàn ông đủ sức lôi cuốn". Trong một cuộc phỏng vấn hồi tưởng, Evans nhận xét rằng một số bộ phim đầu tiên của anh là "thực sự khủng khiếp".

### 2005–2010: Đột phá
Năm 2005, Evans đóng vai chính trong bộ phim truyền hình độc lập Fierce People , chuyển thể từ tiểu thuyết cùng tên năm 2002 của Dirk Wittenborn .  Anh cũng đóng vai chính trong London (2005), một bộ phim lãng mạn, trong đó anh đóng vai một người sử dụng ma túy có vấn đề trong mối quan hệ.  London đã bị các nhà phê bình đón nhận một cách tiêu cực; Tạp chí Variety mô tả nó là "độc hại", và cho rằng nhân vật của Evans là tồi tệ nhất,  và nhà phê bình phim Roger Ebert gọi bộ phim là một "đống đổ nát".
Với vai diễn đầu tiên trong truyện tranh, anh đã thủ vai siêu anh hùng Johnny Storm / Human Torch trong Fantastic Four (2005), dựa trên nhóm siêu anh hùng cùng tên của Marvel Comics. Khi phát hành, bộ phim đã thành công về mặt thương mại bất chấp sự đón nhận chia rẽ. Trong bài đánh giá hỗn hợp của mình, Joe Leydon của Variety khen ngợi những nỗ lực của dàn diễn viên và cho rằng Evans đã cho một "màn trình diễn đột phá lôi cuốn". Hai năm sau, anh đóng lại vai Johnny Storm / Human Torch trong phần tiếp theo của Fantastic Four: Rise of the Silver Surfer (2007). Ngôi sao Toronto 'Rob Salem cho rằng bộ phim là một "cải tiến đáng kể" so với phần đầu tiên, và nhà phê bình từ Chicago Reader cho rằng dàn diễn viên đã "đủ vui" để thực hiện phần tiếp theo. Vào năm 2016, suy ngẫm về trải nghiệm của anh ấy với các bộ phim Fantastic Four, Evans nói rằng họ khiến anh ấy "hơi khó chịu - bởi vì các bộ phim không chính xác như cách tôi hình dung về chúng".
Anh lồng tiếng cho nhân vật Casey Jones trong phim hoạt hình TMNT (2007), dựa trên bộ truyện tranh Teenage Mutant Ninja Turtles. Bộ phim được phát hành bởi Warner Bros. Pictures và The Weinstein Company, vấp phải nhiều đánh giá trái chiều từ các nhà phê bình nhưng đã thành công về mặt thương mại, thu về 95 triệu đô la trên toàn thế giới. Tiếp theo, anh đóng vai chính trong bộ phim kinh dị khoa học viễn tưởng Sunshine (2007) của Danny Boyle , kể về một nhóm phi hành gia trong một nhiệm vụ nguy hiểm để tái tồn tại mặt trời đang chết. Nó đã nhận được đánh giá chung thuận lợi; Roger Ebert viết rằng dàn diễn viên đều "hiệu quả ... họ hầu như đều đóng vai phi hành gia / nhà khoa học chuyên nghiệp, chứ không phải anh hùng phim hành động". Anh cũng có một vai diễn trong bộ phim hài The Nanny Diaries (2007), trong đó anh đóng vai tình yêu với nhân vật của Scarlett Johansson. Bản phát hành cuối cùng của anh vào năm 2007 là Battle for Terra, một phim hoạt hình khoa học viễn tưởng khác, kể về một hành tinh ngoài hành tinh hòa bình đang đối mặt với sự hủy diệt từ thuộc địa bởi phần còn lại của loài người. Phim được công chiếu lần đầu tiên tại Liên hoan phim Quốc tế Toronto 2007, sau đó là bản phát hành tại rạp rộng rãi hơn vào năm 2009. Sự tiếp nhận phê bình phần lớn là hỗn hợp; Trang tổng hợp phê bình Rotten Tomatoes đã đánh giá bộ phim là 49% dựa trên 95 nhà phê bình.
Năm 2008, Evans xuất hiện với vai Thám tử Paul Diskant trong bộ phim giật gân Street Kings, cùng các bạn diễn Keanu Reeves, Forest Whitaker và Hugh Laurie. Sau đó anh được chọn đóng trong The Loss of a Teardrop Diamond, đóng cùng Bryce Dallas Howard và Ellen Burstyn. Đây là một bộ phim tình cảm dựa trên kịch bản năm 1957 của Tennessee Williams. Tính năng này đã nhận được những đánh giá tiêu cực và nhà phê bình của The Village Voice gọi màn trình diễn của Evans là "catatonic". Năm sau, anh xuất hiện trong bộ phim kinh dị khoa học viễn tưởng Push, với Dakota Fanning và Camilla Belle. Bộ phim theo chân một nhóm người được sinh ra với nhiều khả năng siêu phàm khác nhau, đoàn kết để đánh bại một cơ quan bí mật đang biến đổi gen của những công dân bình thường thành một đội quân siêu chiến binh. Buổi chụp ảnh chính được tổ chức tại Hồng Kông, nơi Evans bị bầm tím khi thực hiện các cảnh đánh nhau của chính mình.  Phản ứng của bộ phim nói chung là tiêu cực; Claudia Puig của USA Today mô tả nó là "ngớ ngẩn" và "phức tạp", trong khi Mick LaSelle của San Francisco Chroniclechỉ trích câu chuyện là "vô nghĩa", và dự đoán rằng Evans, "một ngày nào đó anh ấy sẽ làm một bộ phim hay".
Năm 2010, Evans xuất hiện trong Sylvain White 's The Losers, chuyển thể từ bộ truyện tranh cùng tên từ Vertigo của DC Comics. Evans bị thu hút khi vào vai Đội trưởng Jake Jensen vì nhân vật này "không quá coi trọng mọi thứ. Anh ấy là người rất yêu đời và luôn tìm kiếm một trò đùa". Mặc dù bộ phim nhận được nhiều đánh giá trái chiều, nhưng nhà phê bình của The Guardian vẫn khen ngợi dàn diễn viên vì "sự quyến rũ nhẹ nhàng" của họ và sự nhẹ nhõm trong truyện tranh của Evans.  Evans sau đó xuất hiện trong một chuyển thể truyện tranh khác, Edgar Wright ' Scott Pilgrim vs. the World (2010), trong đó anh đóng vai Lucas Lee, một trongbảy người yêu cũ độc áccủa Ramona Flowers. Bộ phim là một quả bom phòng vé nhưng nhận được đánh giá tích cực từ các nhà phê bình và tìm thấy đời thứ hai như một bộ phim đình đám. Anh đóng vai chính trongbộ phim truyền hình của Mark Kassen và Adam Kassen, Puncture, được quay ở Houston, Texas. Bộ phim được công chiếu lần đầu tại Liên hoan phim Tribeca 2011 như một trong những dự án tiêu điểm cho lễ kỷ niệm 10 năm liên hoan. Evans miêu tả Mike Weiss, người ngoài đời thực là một luật sư trẻ và nghiện ma túy. Sau khi phát hành, sự tiếp nhận quan trọng đã bị chia rẽ; Lou Lumenick của New York Post ca ngợi những màn trình diễn "rắn" mặc dù lưu ý những điểm yếu trong lời thoại và tình tiết phụ. Nhà phê bình AV Club cho rằng bộ phim "hiếm khi xoay sở để tập trung vào [Weiss]". Tiếp theo, Evans được chọn tham gia bộ phim hài lãng mạn What's Your Number? (2011) đối diện với Anna Faris , chuyển thể từ cuốn sách 20 Times a Lady của Karyn Bosnak. Nhà phê bình Nathan Rabin của The AV Club đã cho bộ phim điểm C+ và cho rằng phản ứng hóa học của Evans và Faris là "khó nhằn".

### 2011–2017: Captain America và ra mắt vai trò đạo diễn

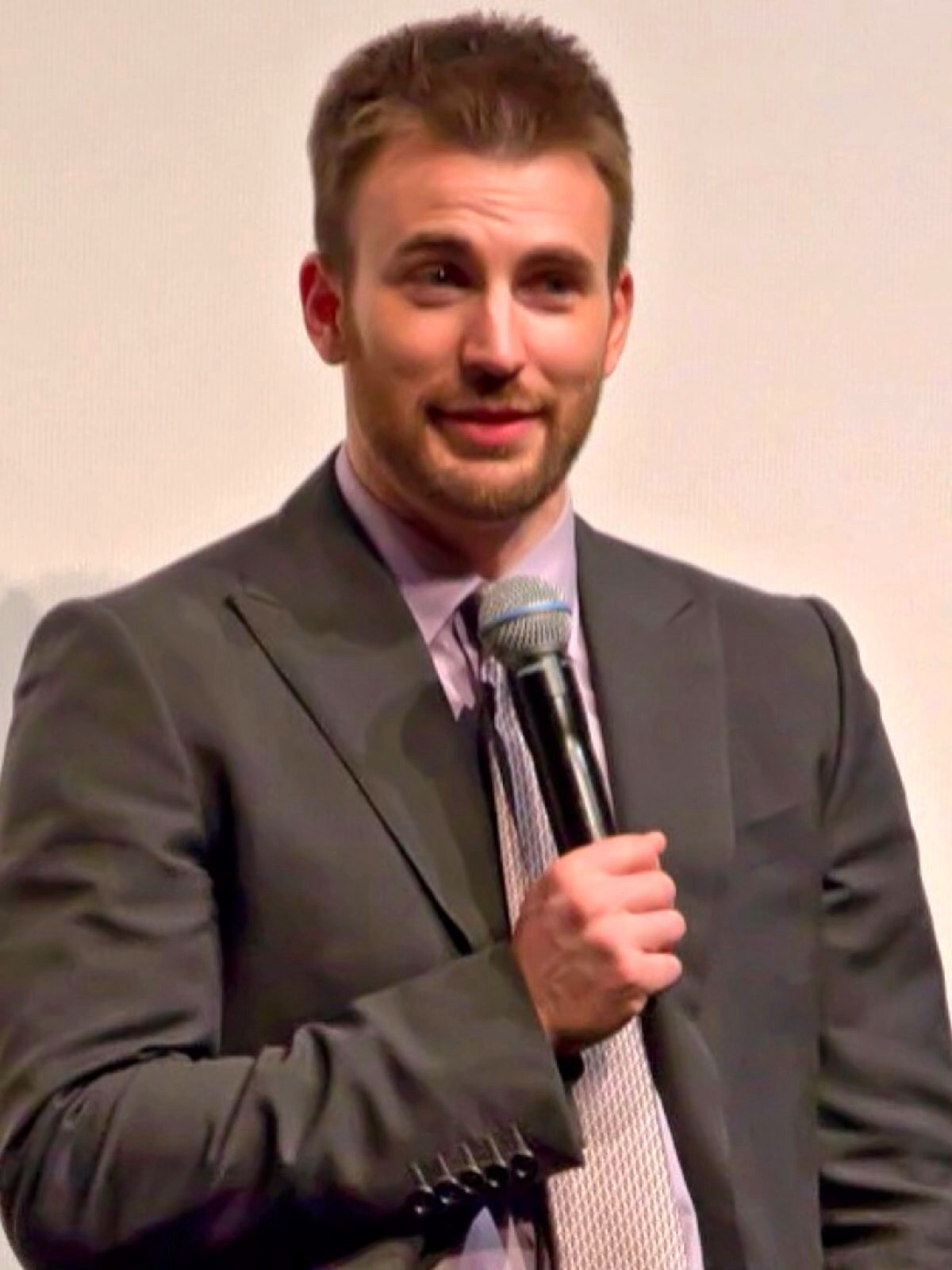
Evans tại Liên hoan phim Quốc tế Toronto 2012.

Năm 2010, Evans ký hợp đồng làm nhiều phim với Marvel Studios, để thủ vai nhân vật Steve Rogers / Đội trưởng Mỹ của Marvel Comics. Evans ban đầu từ chối vai diễn này, nhưng anh đã tham khảo ý kiến của Robert Downey Jr., người đã khuyến khích anh nhận vai. Trước sự kiên trì của Marvel, Evans đã chấp nhận và anh đã đến gặp bác sĩ trị liệu sau đó. Anh ấy thấy nhân vật này rất thú vị khi miêu tả, và nói thêm, "Tôi nghĩ Marvel đang làm rất nhiều điều tốt ngay bây giờ". Bộ phim đầu tiên được phát hành là Captain America: The First Avenger (2011). Câu chuyện theo chân nhân vật chính trở thành siêu chiến binh Captain America và phải ngăn chặn Red Skull từ việc sử dụng Tesseract làm nguồn năng lượng để thống trị thế giới. Bộ phim thành công về mặt phê bình và thương mại, thu về hơn 370 triệu USD phòng vé trên toàn thế giới. Trong đánh giá tích cực của họ, The Sydney Morning Herald cho rằng bộ phim là một "bước ngoặt mới về lịch sử thế kỷ 20", và ca ngợi "cách xử lý tự tin nhưng tinh tế" của Evans thể hiện trong vai diễn của anh.
Một năm sau, anh hóa thân vào nhân vật trong The Avengers, với một dàn diễn viên lớn bao gồm Robert Downey Jr., Mark Ruffalo, Chris Hemsworth, Scarlett Johansson và Jeremy Renner. Phim là một thành công thương mại khác; nó đã thu về 1,519 tỷ đô la và trở thành một trong những bộ phim có doanh thu cao nhất mọi thời đại. Trang tổng hợp phê bình Rotten Tomatoes đã chấm điểm phê duyệt cho bộ phim là 92% dựa trên hơn 350 bài phê bình. The Avengers nhận được đề cử Giải thưởng Viện hàn lâm cho Hiệu ứng hình ảnh xuất sắc nhất và Giải thưởng điện ảnh của Viện hàn lâm Anh (BAFTA) đề cử cho Hiệu ứng hình ảnh đặc biệt xuất sắc nhất. Lần xuất hiện cuối cùng vào năm 2012, anh đóng vai sát thủ Robert Pronge trong bộ phim tiểu sử The Iceman, kể về kẻ sát nhân Richard Kuklinski. Vai diễn của Evans ban đầu được dành cho James Franco, nhưng anh đã bỏ ngang trước khi phim bắt đầu. Để trông giống bộ phận này, Evans đã đội tóc giả và để râu. Viết cho The Hollywood Reporter, David Rooney khen ngợi màn trình diễn linh hoạt của Evans, không giống với tính cách Captain America của anh ấy.
Quay trở lại với thể loại khoa học viễn tưởng, Evans được chọn vào vai trong Snowpiercer (2013) của đạo diễn Bong Joon-ho, dựa trên tiểu thuyết đồ họa Le Transperceneige của Pháp. Bong ban đầu miễn cưỡng chọn anh ấy, nhưng đã thay đổi quyết định sau khi xem màn trình diễn của Evans trong Sunshine and Puncture, bộ phim thể hiện khía cạnh "nhạy cảm". Câu chuyện xảy ra trên con tàu Snowpiercer khi nó đi vòng quanh thế giới, mang theo những thành viên cuối cùng của nhân loại sau một nỗ lực thất bại trong kỹ thuật khí hậu để ngăn chặn sự nóng lên toàn cầu. Phim được giới phê bình đánh giá cao, với nhà phê bình từ tạp chí Salon mô tả màn trình diễn của dàn diễn viên là "giật gân". Snowpiercer xuất hiện trong một số danh sách phim hay nhất năm 2014, bao gồm cả tác phẩm kinh điển của Điện ảnh Hàn Quốc hiện đại của The Guardian.

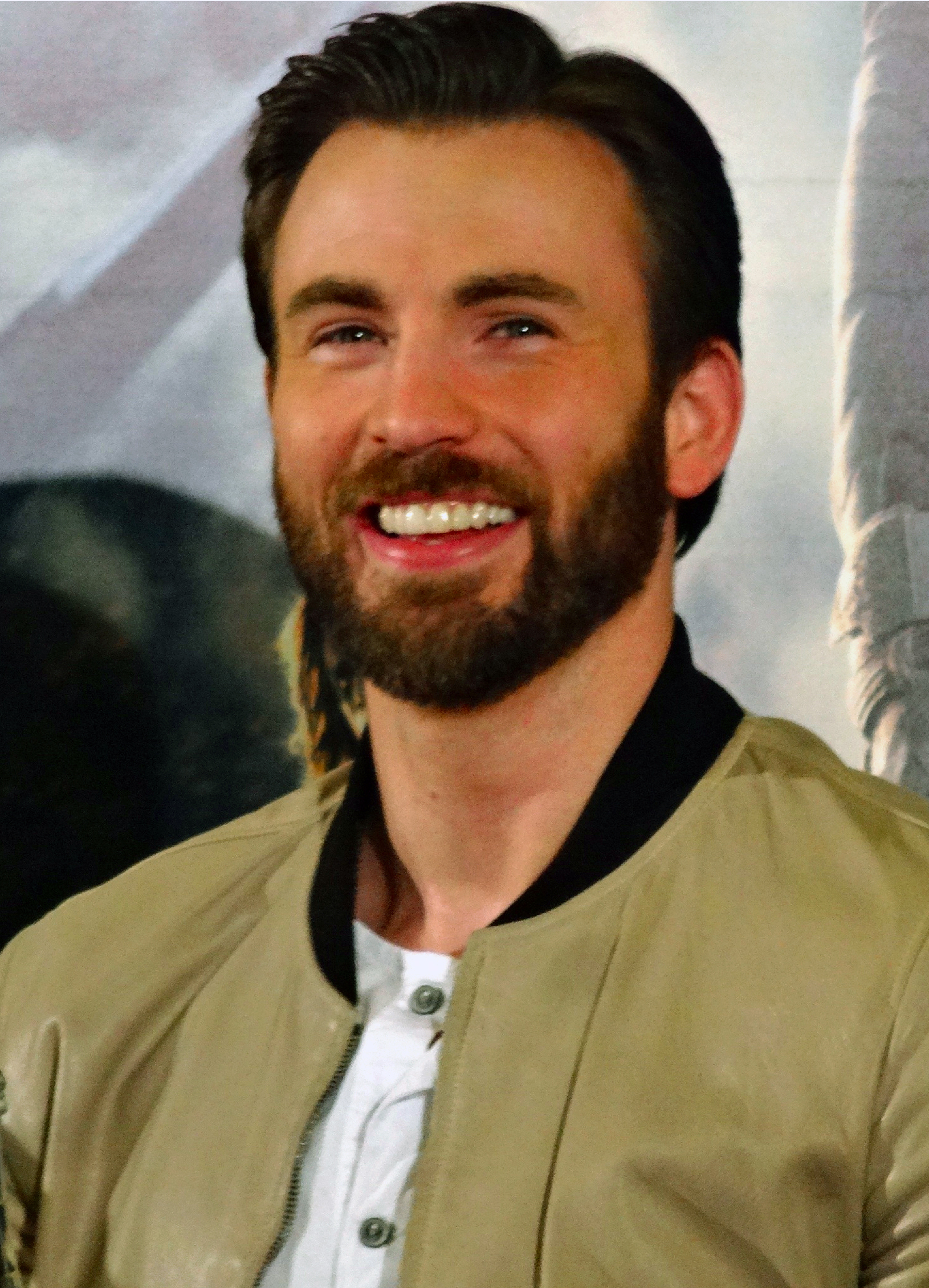
Evans trong cuộc họp báo cho Captain America: The Winter Soldier vào năm 2014.

Năm 2014, Evans đóng vai chính trong Captain America: The Winter Soldier, phần tiếp theo của Captain America: The First Avenger. Trong phim, Captain America gia nhập lực lượng với Black Widow và Falcon để khám phá một âm mưu bên trong cơ quan gián điệp S.H.I.E.L.D. khi đối mặt với một sát thủ được gọi là Winter Soldier. Quay phim chính bắt đầu vào tháng 8 năm 2013; Evans chuẩn bị bằng cách thực hiện ba tháng huấn luyện sức mạnh và học tất cả các trình tự chiến đấu. Tương tự như bộ phim đầu tiên, nó được đón nhận nồng nhiệt và thành công về mặt thương mại, thu về 714 triệu đô la trên toàn thế giới. Peter Howell của Toronto Star cho rằng Evans thật "ấn tượng" vì đã đưa nhân vật truyện tranh vào cuộc sống, mặc dù cốt truyện "hơi quá phức tạp". Evans cho biết The Winter Soldier là bộ phim Marvel yêu thích của anh ấy vì anh ấy bắt đầu hiểu nhân vật của mình và rất thích làm việc với các đạo diễn Anthony và Joe Russo.
Vào tháng 3 năm 2014, Evans cho biết anh có thể cân nhắc đóng phim ít hơn để có thể tập trung vào công việc đạo diễn. Trong cùng năm, anh ra mắt đạo diễn trong bộ phim hài lãng mạn Before We Go, trong đó anh cũng đóng cùng Alice Eve . Bộ phim kể về câu chuyện của hai người lạ gặp nhau tại nhà ga Grand Central Terminal, và hình thành một mối quan hệ khó có thể xảy ra trong một sớm một chiều. Phim được công chiếu lần đầu tại Liên hoan phim Quốc tế Toronto 2014; của New York Times, Ben Keninsberg, cho rằng đó là một nỗ lực vừa phải và phản ứng hóa học của các diễn viên khiến nó có thể xem được.  Trong cùng năm, anh đóng vai chính trong một bộ phim hài lãng mạn khác, ngược lại Michelle Monaghan trong Playing It Cool. Năm sau, anh đóng vai Captain America một lần nữa trong Avengers: Age of Ultron, phần tiếp theo của The Avengers năm 2012. Năm 2016, anh thể hiện lại vai diễn trong Captain America: Civil War, phần tiếp theo của Captain America: The Winter Soldier. Cả hai bộ phim này đều đạt doanh thu phòng vé, lần lượt thu về 1,4 tỷ đô la và 1,1 tỷ đô la trên toàn thế giới. The Hollywood Reporter sau đó biết rằng tiền lương của anh cho Civil War là 15 triệu đô la.
Evans đóng vai chính trong bộ phim gia đình Gifted vào năm 2017, kể về một đứa trẻ bảy tuổi có năng khiếu về trí tuệ, trở thành đối tượng của cuộc chiến giành quyền nuôi con giữa chú cô (Evans) và bà nội (Lindsay Duncan). Mặc dù lấy bối cảnh ở Florida, việc quay phim diễn ra ở Georgia để tận dụng ưu đãi tài chính 3 triệu đô la của tiểu bang. Bộ phim nhận được phản hồi tích cực; Tạp chí Empire cho rằng Evans đã chơi phần của mình với "niềm tin" mặc dù một cốt truyện có thể đoán trước được. Cùng năm, anh được mời gia nhập Viện Hàn lâm Khoa học và Nghệ thuật Điện ảnh.

### 2018–nay: Công việc sau loạt phimAvengers
Năm 2018, anh đóng vai chính trong phần tiếp theo của Avengers: Infinity War và vào mùa xuân năm 2019, phần tiếp theo thứ tư của Avengers: Endgame. Cả hai đều do Anthony và Joe Russo đạo diễn; họ đã định quay chúng đồng thời nhưng đã bỏ dở ý tưởng do phức tạp. Evans thừa nhận rằng anh và Scarlett Johansson đã không xem toàn bộ kịch bản của Avengers: Infinity War trước khi quay phim, nói rằng, "Chúng tôi phải đấu tranh để có được một kịch bản giấy thực sự. Có những trang hoặc bit trên iPad cho chúng tôi. Thật là khó." Trong khi USA Today cho rằng Evans và bạn diễn Chris Hemsworth là một "vụ nổ đáng xem" trong Avengers: Infinity War, nhà phê bình từ tạp chí Time chỉ trích bộ phim thiếu nhịp độ và chất. Khi Avengers: Endgame hoàn thành quá trình quay phim vào tháng 10 năm 2018, Evans giải thích rằng điều đó rất xúc động: "Trong tháng quay phim cuối cùng, tôi đã để bản thân đi làm mỗi ngày và có một chút choáng ngợp, một chút hoài niệm và biết ơn. Bởi ngày hôm trước, tôi đã cãi vã. Tôi khóc khá dễ dàng, nhưng chắc chắn là tôi đang cãi cọ." Phần phim thứ tư thu về $ 2,7 tỷ trên toàn thế giới, và các nhà làm phim đã được đánh giá cao bởi The Telegraph của Robbie Collin để tạo một trong những bộ phim giải trí nhất trong MCU.
Evans xuất hiện lần đầu trên sân khấu Broadway trong vở kịch Lobby Hero, do Trip Cullman đạo diễn, được công chiếu vào tháng 3 năm 2018 tại Nhà hát Helen Hayes như một phần của mùa Broadway đầu tiên của Nhà hát Sân khấu thứ hai. Ben Brantley của The New York Times gọi đây là một "màn ra mắt sân khấu Broadway tuyệt vời" và nhận thấy màn trình diễn của anh ấy là một "kỳ tích của sự tính toán nhuần nhuyễn và nhạt nhẽo". Evans được đề cử cho Giải thưởng Drama League. Vào năm 2019, Evans đóng vai một đặc vụ Mossad của Israel trong bộ phim kinh dị The Red Sea Diving Resort của Netflix , dựa trên các sự kiện của Chiến dịch Moses và Chiến dịch Joshua năm 1984–85. Frank Scheck của The Hollywood Reporter đánh giá trái chiều về bộ phim; anh ấy nghĩ Evans đã có một màn trình diễn "chân thành", mặc dù nhận thấy những điểm yếu trong nhịp độ và giọng điệu của bộ phim. Cuối năm đó, anh đóng vai Ransom Drysdale, một tay chơi hư hỏng, trong bộ phim bí ẩn Knives Out của Rian Johnson, nhận được sự hoan nghênh của giới phê bình và thu về 309 triệu đô la trên toàn thế giới. Trong NPR, Linda Holmes đã viết về màn trình diễn của Evans: "Thật là một điều đặc biệt khi chứng kiến anh ta rơi ngay vào một thằng nhóc giàu có này, vừa đẹp trai khác thường lại vừa vui vẻ đáng ghét, một sức hút quyến rũ của một người đàn ông đan vào nhau."
Năm 2020, Evans đóng vai chính trong Defending Jacob, một bộ phim truyền hình tội phạm nhỏ của Apple TV+ dựa trên tiểu thuyết cùng tên. Anh đóng vai Andy Barber, một trợ lý luật sư quận có con trai bị buộc tội giết người. Daniel Fienberg của The Hollywood Reporter khen ngợi màn trình diễn của Evans, nói rằng anh ấy "cứng cáp và truyền tải đúng thước đo về sự đồng cảm và nỗi sợ hãi".
Anh xuất hiện trong bộ phim hài của Adam McKay cho phim Netflix, Don't Look Up, có sự góp mặt của dàn diễn viên bao gồm Leonardo DiCaprio, Jennifer Lawrence, Meryl Streep, Cate Blanchett, Jonah Hill, Timothée Chalamet, Kid Cudi, Matthew Perry và Ariana Grande.

#### Dự án sắp tới
Anh sẽ đóng cùng Ryan Gosling và Ana de Armas trong bộ phim Netflix chuyển thể từ tiểu thuyết The Grey Man năm 2009, sẽ do Anthony và Joe Russo đạo diễn. Evans cũng sẽ lồng tiếng cho vai chính trong bộ phim hoạt hình Lightyear sắp tới của Disney / Pixar sẽ do Angus MacLane làm đạo diễn. Vào ngày 4 tháng 1 năm 2022, anh được chọn đóng vai Gene Kelly trong một bộ phim chính kịch sắp tới do John Logan viết kịch bản và sản xuất.

## Đời sống cá nhân

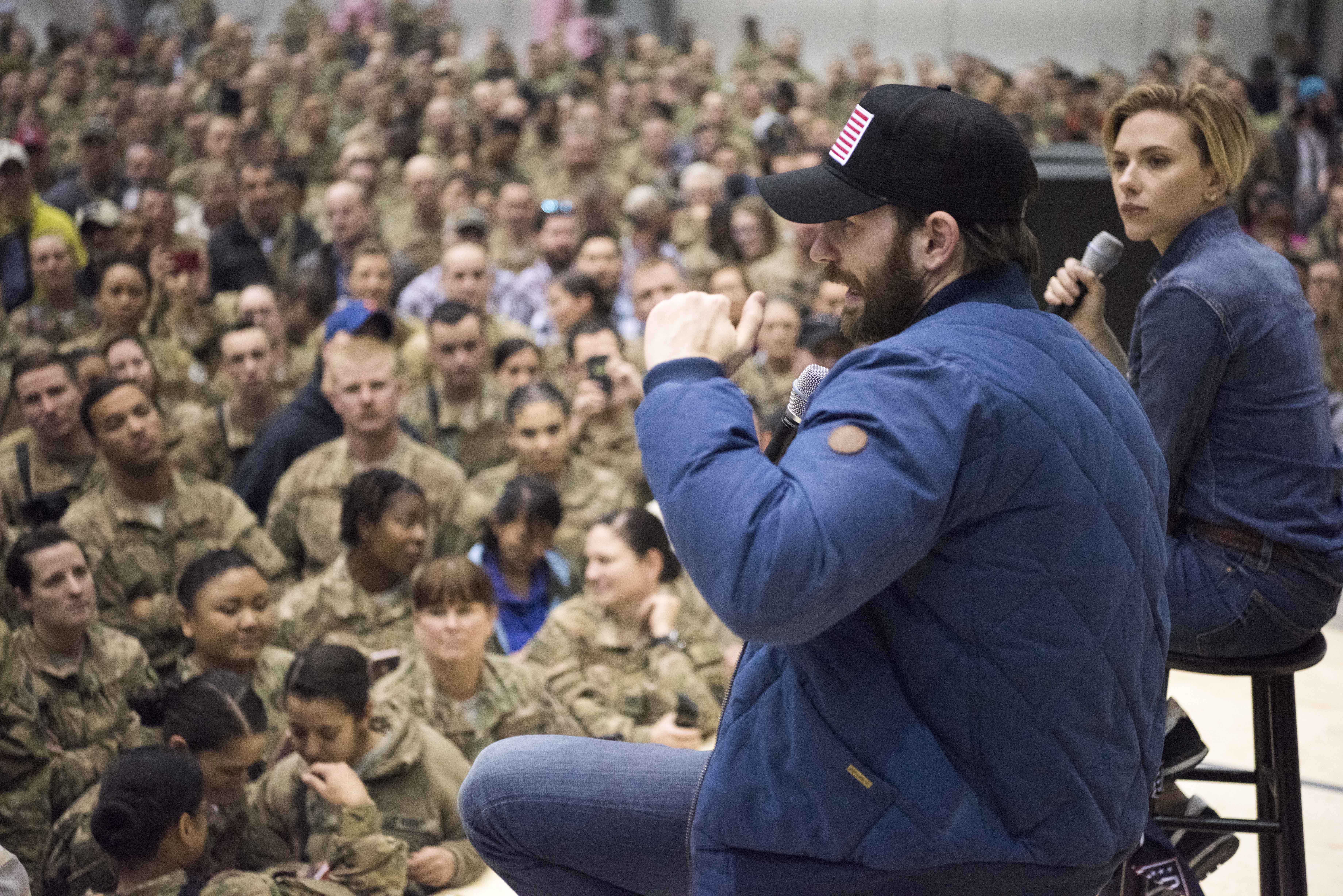
Evans và Scarlett Johansson tham dự USO Holiday Tour tại sân bay Bagram, Afghanistan năm 2016.

Evans là một người theo Phật giáo. Anh ấy là một fan hâm mộ của Những người yêu nước ở New England , và đã tường thuật lại loạt phim tài liệu Trò chơi của Mỹ: Câu chuyện của Những người yêu nước ở New England năm 2014 và Trò chơi của những người yêu nước ở Mỹ năm 2016 .  Trong khi quay phim Gifted vào năm 2015, Evans đã nhận nuôi một chú chó tên là Dodger từ một trại động vật địa phương.

### Quan điểm chính trị
Evans khẳng định rằng anh luôn ủng hộ hôn nhân đồng giới vào năm 2012, nói rằng: "Thật điên rồ khi quyền công dân lại có thể bị phủ nhận trong thời đại ngày nay. Thật đáng xấu hổ và thật đau lòng. Bạn đừng nói rằng tôi không hề ủng hộ hôn nhân đồng giới; nếu không, thì trong mười năm nữa, tôi sẽ cảm thấy xấu hổ vì điều này mất." Vào tháng 8 năm 2016, anh ủng hộ việc tiếp tục thực thi lệnh cấm sở hữu súng của Bộ trưởng Tư pháp Massachusetts Maura Heale . Evans còn là người ủng hộ ứng cử viên Đảng Dân chủ Hillary Clinton trong cuộc bầu cử tổng thống năm 2016, và anh cũng là người chỉ trích gay gắt ứng viên Đảng Cộng hoà Donald Trump, cho rằng "nếu như ông ta (Donald Trump) trở thành tổng thống thì nước Mỹ sẽ bước vào thời khắc đen tối nhất trong lịch sử".
Sau khi bang Alabama ban hành Đạo luật bảo vệ sự sống con người vào tháng 5 năm 2019, áp dụng lệnh cấm gần như hoàn toàn đối với việc phá thai trong bang, Evans đã chỉ trích lệnh cấm này là "hoàn toàn không thể chấp nhận được". Anh cho rằng: "Nếu bạn không lo lắng về Roe v. Wade, bạn không chú ý. "Vào tháng 7 năm 2020, ông cho ra mắt Điểm khởi đầu , một trang web đăng tải các cuộc phỏng vấn ngắn của các dân cử Mỹ về các vấn đề chính trị, với mục tiêu trình bày "quan điểm của cả Đảng Dân chủ và Cộng hòa về hàng chục vấn đề trong bối cảnh chính trị." Vào tháng 10, trong chiến dịch tranh cử tổng thống năm 2020, Evans công khai ủng hộ Maya Wiley trong cuộc bầu cử giành chức thị trưởng Thành phố New York năm 2021.

### Từ thiện
Evans là người ủng hộ Christopher's Haven, một tổ chức từ thiện cung cấp nhà ở cho các gia đình bị ảnh hưởng bởi bệnh ung thư ở trẻ em, và đã tham gia gây quỹ để mang lại lợi ích cho tổ chức. Năm 2015, anh và nam diễn viên Chris Pratt đến thăm các bệnh nhân ở Bệnh viện Nhi đồng Seattle sau khi cả hai đặt cược rằng cuối cùng đã quyên góp được cho bệnh viện cũng như Christopher's Haven. Vào tháng 5 năm 2020, Evans đã tổ chức một đợt gây quỹ ảo với sự tham gia của các đồng nghiệp trong nhóm Avengers của anh ấy để mang lại lợi ích cho các tổ chức Feeding America, Meals on Wheels, World Central Kitchen và No Kid Hungry. Năm sau, anh giành được 80.000 đô la cho Christopher's Haven khi đứng thứ ba trong một giải đấu bóng đá giả tưởng từ thiện với các bạn diễn Avengers của mình.

## Danh sách phim

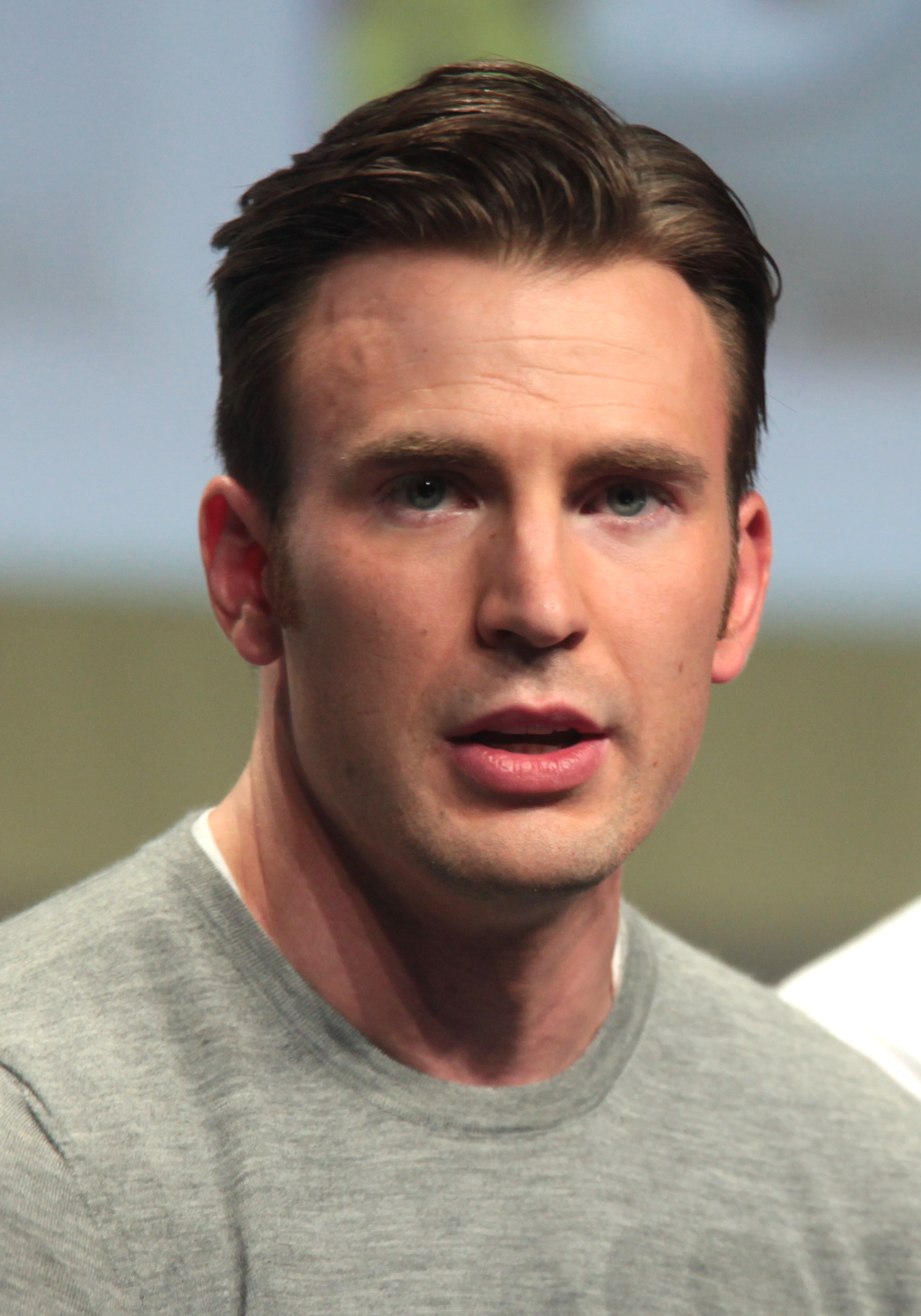
Evans tại San Diego Comic-Con năm 2014.

### Điện ảnh
| Năm  | Phim                                      | Vai diễn                     | Ghi chú                                              |
| ---- | ----------------------------------------- | ---------------------------- | ---------------------------------------------------- |
| 1997 | Biodiversity: Wild About Life!            | Rick                         | Phim giáo dục                                        |
| 2000 | The Newcomers                             | Judd                         |                                                      |
| 2001 | Not Another Teen Movie                    | Jake Wyler                   |                                                      |
| 2003 | Paper Boy                                 | Ben                          | Phim ngắn                                            |
| 2004 | The Perfect Score                         | Kyle                         |                                                      |
| 2004 | The Orphan King                           | Seth                         | Unreleased                                           |
| 2004 | Cellular                                  | Ryan                         |                                                      |
| 2005 | Fierce People                             | Bryce                        |                                                      |
| 2005 | London                                    | Syd                          |                                                      |
| 2005 | Fantastic Four                            | Johnny Storm / Human Torch   |                                                      |
| 2007 | Fantastic Four: Rise of the Silver Surfer | Johnny Storm / Human Torch   |                                                      |
| 2007 | TMNT                                      | Casey Jones                  | Lồng tiếng                                           |
| 2007 | Sunshine                                  | James Mace                   |                                                      |
| 2007 | The Nanny Diaries                         | "Harvard Hottie"             |                                                      |
| 2007 | Battle for Terra                          | Stewart Stanton              | Lồng tiếng                                           |
| 2008 | Street Kings                              | Paul Diskant                 |                                                      |
| 2008 | The Loss of a Teardrop Diamond            | Jimmy Dobyne                 |                                                      |
| 2009 | Push                                      | Nick Gant                    |                                                      |
| 2010 | The Losers                                | Jensen                       |                                                      |
| 2010 | Scott Pilgrim vs. the World               | Lucas Lee                    |                                                      |
| 2011 | Puncture                                  | Mike Weiss                   |                                                      |
| 2011 | What's Your Number?                       | Colin Shea                   |                                                      |
| 2011 | Captain America: The First Avenger        | Steve Rogers / Đội trưởng Mỹ |                                                      |
| 2012 | The Avengers                              | Steve Rogers / Đội trưởng Mỹ |                                                      |
| 2012 | The Iceman                                | Robert Pronge                |                                                      |
| 2013 | Snowpiercer                               | Curtis Everett               |                                                      |
| 2013 | Thor: The Dark World                      | Loki hóa trang Đội trưởng Mỹ | Khách mời không được công nhận                       |
| 2014 | Captain America: The Winter Soldier       | Steve Rogers / Đội trưởng Mỹ |                                                      |
| 2014 | Before We Go                              | Nick Vaughan                 | Đạo diễn và nhà sản xuất                             |
| 2015 | Playing It Cool                           | Me                           | Nhà sản xuất điều hành                               |
| 2015 | Avengers: Age of Ultron                   | Steve Rogers / Đội trưởng Mỹ |                                                      |
| 2015 | Ant-Man                                   | Steve Rogers / Đội trưởng Mỹ | Vai khách mời không được cộng nhận; cảnh post-credit |
| 2016 | Captain America: Civil War                | Steve Rogers / Đội trưởng Mỹ |                                                      |
| 2017 | Gifted                                    | Frank Adler                  |                                                      |
| 2017 | Spider-Man: Homecoming                    | Steve Rogers / Đội trưởng Mỹ | Khách mời                                            |
| 2018 | Avengers: Infinity War                    | Steve Rogers / Đội trưởng Mỹ |                                                      |
| 2019 | Captain Marvel                            | Steve Rogers / Đội trưởng Mỹ | Vai khách mời không được công nhận; cảnh mid-credit  |
| 2019 | Avengers: Endgame                         | Steve Rogers / Đội trưởng Mỹ |                                                      |
| 2019 | Superpower Dogs                           | Người dẫn chuyện             | Phim tài liệu                                        |
| 2019 | The Red Sea Diving Resort                 | Ari Levinson                 |                                                      |
| 2019 | Knives Out                                | Hugh "Ransom" Drysdale       |                                                      |
| 2021 | Giải cứu "Guy"                            | Chính mình                   | Khách mời                                            |
| 2021 | Đừng nhìn lên                             | Devin Peters                 | Vai khách mời không được công nhận                   |
| 2022 | Lightyear: Cảnh sát vũ trụ                | Buzz Lightyear               | Lồng tiếng                                           |
| 2022 | The Gray Man: Đặc vụ vô hình              | Lloyd Hansen                 |                                                      |
| 2024 | Red One: Mật mã đỏ                        | Jack O'Malley                |                                                      |

### Truyền hình
| Năm  | Tên                                           | Vai diễn                                                  | Ghi chú                   |
| ---- | --------------------------------------------- | --------------------------------------------------------- | ------------------------- |
| 2000 | Opposite Sex                                  | Cary Baston                                               | Vai chính                 |
| 2000 | The Fugitive                                  | Zack Lander                                               | Tập: "Guilt"              |
| 2000 | Just Married                                  | Josh                                                      | Unaired                   |
| 2001 | Boston Public                                 | Neil Mavromates                                           | Tập: "Chapter Nine"       |
| 2002 | Eastwick                                      | Adam                                                      | TV film                   |
| 2003 | Skin                                          | Brian                                                     | Tập: "Pilot"              |
| 2008 | Robot Chicken                                 | Gobo Fraggle / Human Torch / Teacher / Pilot (lồng tiếng) | Tập: "Monstourage"        |
| 2015 | America's Game: The 2014 New England Patriots | Người tường thuật                                         | Phim tài liệu             |
| 2017 | America's Game: The 2016 New England Patriots | Người tường thuật                                         | Phim tài liệu             |
| 2018 | Chain of Command                              | Người tường thuật                                         | Series tài liệu           |
| 2020 | Defending Jacob                               | Andy Barber                                               | 8 tập; điều hành sản xuất |

## Giải thưởng
| Giải thưởng                  | Năm  | Tác phẩm                                  | Hạng mục | Kết quả   | Nguồn  |
| ---------------------------- | ---- | ----------------------------------------- | --- | --------- | ------ |
| Broadway.com Audience Awards | 2018 | Lobby Hero                                | Favorite Featured Actor in a Play                                                                                   | Đoạt giải | [ 12 ] |
| Critics' Choice Movie Awards | 2015 | Captain America: The Winter Soldier       | Best Actor in an Action Movie                                                                                       | Đề cử     | [ 13 ] |
| Critics' Choice Movie Awards | 2016 | Captain America: Civil War                | Best Actor in an Action Movie                                                                                       | Đề cử     | [ 14 ] |
| Drama League Awards          | 2018 | Lobby Hero                                | Distinguished Performance                                                                                           | Đề cử     | [ 15 ] |
| Kids' Choice Awards          | 2015 | Captain America: The Winter Soldier       | Favorite Male Action Star                                                                                           | Đề cử     | [ 16 ] |
| Kids' Choice Awards          | 2016 | Avengers: Age of Ultron                   | Favorite Movie Actor                                                                                                | Đề cử     | [ 17 ] |
| Kids' Choice Awards          | 2017 | Captain America: Civil War                | Favorite Movie Actor                                                                                                | Đề cử     | [ 18 ] |
| Kids' Choice Awards          | 2017 | Captain America: Civil War                | Favorite Butt-Kicker                                                                                                | Đoạt giải | [ 18 ] |
| Kids' Choice Awards          | 2017 | Captain America: Civil War                | Favorite Frenemies (shared with Robert Downey Jr.)                                                                  | Đề cử     | [ 18 ] |
| Kids' Choice Awards          | 2017 | Captain America: Civil War                | #SQUAD (shared with cast)                                                                                           | Đề cử     | [ 18 ] |
| Kids' Choice Awards          | 2019 | Avengers: Infinity War                    | Favorite Movie Actor                                                                                                | Đề cử     | [ 19 ] |
| Kids' Choice Awards          | 2019 | Avengers: Infinity War                    | Favorite Superhero                                                                                                  | Đề cử     | [ 19 ] |
| Kids' Choice Awards          | 2020 | Avengers: Endgame                         | Favorite Movie Actor                                                                                                | Đề cử     | [ 20 ] |
| Kids' Choice Awards          | 2020 | Avengers: Endgame                         | Favorite Superhero                                                                                                  | Đề cử     | [ 20 ] |
| MTV Movie & TV Awards        | 2006 | Fantastic Four                            | Best On Screen Team                                                                                                 | Đề cử     | [ 21 ] |
| MTV Movie & TV Awards        | 2012 | Captain America: The First Avenger        | Best Hero | Đề cử     | [ 22 ] |
| MTV Movie & TV Awards        | 2013 | The Avengers                              | Best Fight (shared with cast)                                                                                       | Đoạt giải | [ 23 ] |
| MTV Movie & TV Awards        | 2015 | Captain America: The Winter Soldier       | Best Fight (Evans vs. Sebastian Stan)                                                                               | Đề cử     | [ 24 ] |
| MTV Movie & TV Awards        | 2015 | Captain America: The Winter Soldier       | Best Kiss (shared with Scarlett Johansson)                                                                          | Đề cử     | [ 24 ] |
| MTV Movie & TV Awards        | 2016 | Avengers: Age of Ultron                   | Best Hero | Đề cử     | [ 25 ] |
| MTV Movie & TV Awards        | 2019 | Avengers: Endgame                         | Best Fight (Evans vs. Josh Brolin)                                                                                  | Đề cử     | [ 26 ] |
| People's Choice Awards       | 2012 | Captain America: The First Avenger        | Favorite Movie Superhero                                                                                            | Đề cử     | [ 27 ] |
| People's Choice Awards       | 2013 | The Avengers                              | Favorite Action Movie Star                                                                                          | Đề cử     | [ 28 ] |
| People's Choice Awards       | 2013 | The Avengers                              | Favorite Movie Superhero                                                                                            | Đề cử     | [ 28 ] |
| People's Choice Awards       | 2015 | Captain America: The Winter Soldier       | Favorite Action Movie Actor                                                                                         | Đoạt giải | [ 29 ] |
| People's Choice Awards       | 2015 | Captain America: The Winter Soldier       | Favorite Movie Duo (shared with Scarlett Johansson)                                                                 | Đề cử     | [ 29 ] |
| People's Choice Awards       | 2017 | Captain America: Civil War                | Favorite Action Movie Actor                                                                                         | Đề cử     | [ 30 ] |
| People's Choice Awards       | 2019 | Avengers: Endgame                         | The Action Movie Star of 2019                                                                                       | Đề cử     | [ 31 ] |
| Saturn Awards                | 2012 | Captain America: The First Avenger        | Best Actor | Đề cử     | [ 32 ] |
| Saturn Awards                | 2015 | Captain America: The Winter Soldier       | Best Actor | Đề cử     | [ 33 ] |
| Saturn Awards                | 2017 | Captain America: Civil War                | Best Actor | Đề cử     | [ 34 ] |
| Saturn Awards                | 2019 | Avengers: Endgame                         | Best Actor | Đề cử     | [ 35 ] |
| Scream Awards                | 2011 | Captain America: The First Avenger        | Best Science Fiction Actor                                                                                          | Đề cử     | [ 36 ] |
| Scream Awards                | 2011 | Captain America: The First Avenger        | Best Superhero | Đoạt giải | [ 37 ] |
| Scream Awards                | 2011 | Scott Pilgrim vs. the World               | Best Villain (shared with Satya Bhabha, Brandon Routh, Mae Whitman, Shota Saito, Keita Saito and Jason Schwartzman) | Đề cử     | [ 36 ] |
| Scream Awards                | 2011 | Captain America: The First Avenger        | Fight Scene of the Year Evans vs. Hugo Weaving                                                                      | Đề cử     | [ 36 ] |
| Teen Choice Awards           | 2007 | Fantastic Four: Rise of the Silver Surfer | Choice Movie Actor: Action Adventure                                                                                | Đề cử     | [ 38 ] |
| Teen Choice Awards           | 2007 | Fantastic Four: Rise of the Silver Surfer | Choice Movie: Rumble                                                                                                | Đề cử     | [ 38 ] |
| Teen Choice Awards           | 2011 | Captain America: The First Avenger        | Choice Summer Movie Star: Male                                                                                      | Đề cử     | [ 39 ] |
| Teen Choice Awards           | 2012 | The Avengers                              | Choice Movie: Male Scene Stealer                                                                                    | Đề cử     | [ 40 ] |
| Teen Choice Awards           | 2014 | Captain America: The Winter Soldier       | Choice Movie Actor: Sci-Fi/Fantasy                                                                                  | Đề cử     | [ 41 ] |
| Teen Choice Awards           | 2014 | Captain America: The Winter Soldier       | Choice Movie: Chemistry (shared with Anthony Mackie)                                                                | Đề cử     | [ 41 ] |
| Teen Choice Awards           | 2014 | Captain America: The Winter Soldier       | Choice Movie: Liplock (shared with Scarlett Johansson)                                                              | Đề cử     | [ 41 ] |
| Teen Choice Awards           | 2015 | Avengers: Age of Ultron                   | Choice Movie: Scene Stealer                                                                                         | Đoạt giải | [ 42 ] |
| Teen Choice Awards           | 2016 | Captain America: Civil War                | Choice Movie Actor: Sci-Fi/Fantasy                                                                                  | Đoạt giải | [ 43 ] |
| Teen Choice Awards           | 2016 | Captain America: Civil War                | Choice Movie: Chemistry (shared with Sebastian Stan, Anthony Mackie, Elizabeth Olsen and Jeremy Renner)             | Đề cử     | [ 43 ] |
| Teen Choice Awards           | 2016 | Captain America: Civil War                | Choice Movie: Liplock (shared with Emily VanCamp)                                                                   | Đề cử     | [ 43 ] |
| Teen Choice Awards           | 2017 | Gifted                                    | Choice Movie Actor: Drama                                                                                           | Đề cử     | [ 44 ] |
| Teen Choice Awards           | 2018 | Avengers: Infinity War                    | Choice Action Movie Actor                                                                                           | Đề cử     | [ 45 ] |
| Teen Choice Awards           | 2019 | Avengers: Endgame                         | Choice Action Movie Actor                                                                                           | Đề cử     | [ 46 ] |
| Young Hollywood Awards       | 2014 | Captain America: The Winter Soldier       | Super Superhero | Đề cử     | [ 47 ] |